# ارطغرل چتین
ارطغرل چتین (انگلیسی: Ertuğrul Çetin؛ زادهٔ ۲۱ آوریل ۲۰۰۳) بازیکن فوتبال اهل ترکیه است.
وی همچنین در تیم‌های ملی فوتبال زیر ۱۷ سال ترکیه، و زیر ۱۹ سال ترکیه بازی کرده است.